# Patrick Stewart
Sir Patrick Stewart OBE (ur. 13 lipca 1940 w Mirfield) – brytyjski aktor filmowy, teatralny, telewizyjny i głosowy. Ma na swoim koncie kilkadziesiąt ról filmowych, wystąpił w kilkunastu serialach, pracuje również jako aktor dubbingowy i teatralny. Reżyserował niektóre odcinki serialu Star Trek: Następne pokolenie, w którym grał również główną rolę kapitana Picarda (1987–1994) i kilku filmach pełnometrażowych serii Star Trek. Po roli profesora Xaviera w X-Men (2000) stał się jednym z najpopularniejszych aktorów w Hollywood. Był trzykrotnie nominowany do Złotego Globu i czterokrotnie do nagrody Emmy. 
16 grudnia 1996 otrzymał własną gwiazdę w Alei Gwiazd w Los Angeles znajdującą się przy 7021 Hollywood Boulevard.
W 2010 otrzymał tytuł szlachecki z rąk królowej Elżbiety II (ogłoszenie 2009, inwestytura 2010).

## Życiorys

### Wczesne lata
Urodził się w Mirfield w hrabstwie West Riding of Yorkshire jako syn Gladys (z domu Barrowclough), tkaczki i pracowniczki włókiennictwa, i Alfreda Stewarta, pułkowego sierżanta w armii brytyjskiej. Miał dwóch starszych braci, Geoffreya (ur. 28 stycznia 1925) i Trevora (ur. 10 sierpnia 1935). Jego rodzice nie nadali mu drugiego imienia, ale w latach 80. używał drugiego imienia „Hewes”. Od dziecka interesował się filmem i teatrem. W wieku dwunastu lat brał udział w szkolnych przedstawieniach i był związany z lokalną grupą teatralną. Uczęszczał do Mirfield Secondary Modern School (dziś Mirfield High School), którą opuścił w wieku 15 lat i pracował jako reporter-praktykant w lokalnej gazecie, ale został zwolniony, ponieważ zamiast tworzyć usługi, zawsze był w teatrze. W 1957 uczył się w szkole teatralnej Bristol Old Vic Theatre School, którą założył Laurence Olivier.

### Kariera
W 1960 zadebiutował na scenie i przez dwadzieścia lat pracował w Royal Shakespeare Company. W 1971 trafił na Broadway jako Tom Snout w sztuce Sen nocy letniej.
W połowie lat 70. przeplatał scenę teatralną z występami w serialach telewizyjnych. Pojawił się jako Leondegrance w filmie fantasy Johna Boormana Excalibur (1981) u boku Nigela Terry’ego, Helen Mirren i Nicholasa Claya. Grał postać Gurneya Hallecka w Diunie (1984) Davida Lyncha, filmie fantastycznonaukowym wyprodukowanym przez Dina De Laurentiisa.
Rozpoznawalność przyniosły mu początkowo kreacje szekspirowskie, a później telewizyjna rola kapitana Picarda w serialu telewizyjnym Star Trek: Następne pokolenie (1987–1994), Star Trek: Stacja kosmiczna (1993-1999) i kilku filmach pełnometrażowych serii Star Trek. Do roli tej powrócił po osiemnastu latach w serialu Star Trek: Picard.
Rola Prospero w produkcji off-Broadwayowskiej Burza w 1996 przyniosła mu nominację do nagrody Outer Critics Circle w kategorii wybitny aktor w sztuce teatralnej.
Kolejnym sukcesem stała się rola profesora Xaviera w filmach X-Men (2000), X-Men 2 (2003), X-Men: Ostatni bastion (2006), X-Men Geneza: Wolverine (2009), Wolverine (2013), X-Men: Przeszłość, która nadejdzie (2014) i Logan: Wolverine (2017).
W 2008 był nominowany do Tony Award za tytułową kreację w Makbecie.

## Odznaczenia
- Odznaka Rycerza Kawalera – ogłoszenie 2009[4], wręczenie (inwestytura) 2010[5][6]
- Officer Orderu Imperium Brytyjskiego – ogłoszenie 2000[17]

## Filmografia

### Filmy
- 2022: Doktor Strange w multiwersum obłędu jako profesor Charles Xavier
- 2017: Logan: Wolverine jako profesor Charles Xavier
- 2014: Match jako Tobi Powell
- 2014: X-Men: Przeszłość, która nadejdzie (X-Men: Days of Future Past) jako profesor Charles Xavier
- 2013: Wolverine (The Wolverine) jako profesor Charles Xavier
- 2013: Polując na słonie (Hunting Elephants) jako Michael Simpson
- 2009: X-Men Geneza: Wolverine (X-Men Origins: Wolverine) jako profesor Charles Xavier
- 2006: X-Men: Ostatni bastion (X-Men: The Last Stand) jako profesor Charles Xavier
- 2006: Bambi II jako Wielki Książę / Stag
- 2005: Gra ich życia (The Game of Their Lives) jako Dent McSkimming Sr.
- 2003: American Indian Graffiti: This Thing Life jako Ofi
- 2003: X-Men 2 (X2) jako profesor Charles Francies Xavier
- 2003: Lew w zimie (The Lion in Winter) jako Król Henryk II
- 2002: Star Trek: Nemesis jako Jean-Luc Picard
- 2002: Król Teksasu (King of Texas) jako Lear
- 2000: X-Men jako profesor Xavier
- 1999: Opowieść wigilijna (A Christmas Carol) jako Ebenezer Scrooge
- 1998: Star Trek: Rebelia (Star Trek: Insurrection) jako Jean-Luc Picard
- 1998: Rozprawa (Dad Savage) jako Dad Savage
- 1998: Schron (Safe House) jako Mace Sowell
- 1998: Moby Dick jako Kapitan Ahab
- 1997: Teoria spisku (Conspiracy Theory) jako Dr Jonas
- 1997: Spryciarz (Masterminds) jako Raif Bentley
- 1996: Star Trek: Pierwszy kontakt (Star Trek: First Contact) jako Jean-Luc Picard
- 1996: Duch Canterville (The Canterville Ghost) jako Sir Simon de Canterville
- 1995: Wybierz mnie (Let It Be Me) jako John
- 1995: Jeffrey jako Sterling
- 1994: Star Trek: Pokolenia (Star Trek: Generations) jako Jean-Luc Picard
- 1994: Gunmen jako Loomis
- 1994: In Search of Dr. Seuss jako Sierżant Mulvaney
- 1993: Robin Hood: Faceci w rajtuzach (Robin Hood: Men in Tights) jako Król Ryszard
- 1993: Pociąg śmierci (Death Train) jako Malcolm Philpot U.N.A.C.O.
- 1991: Historia z Los Angeles (L.A. Story) jako Mr. Perdue
- 1987: Diabelska dyscyplina (The Devil's Disciple) jako Reverend Anderson
- 1986: Lady Jane jako Henry Grey, książę Suffolk
- 1985: Siła witalna (Lifeforce) jako Dr. Armstrong
- 1985: Dzikie gęsi II (Wild Geese II) jako Rosyjski generał
- 1985: Doktor i diabły (The Doctor and the Devils) jako Prof. Macklin
- 1985: Kryptonim „Szmaragd”  (Code name: Emerald) jako Płk Peters
- 1984: Diuna (Dune) jako Gurney Halleck
- 1984: Uindii jako Mr. Duffner
- 1984: Papież Jan Paweł II (Pope John Paul II) jako Władysław Gomułka
- 1981: Excalibur jako Leondegrance
- 1980: Mały lord Fauntleroy (Little Lord Fauntleroy) jako Wilkins
- 1980: Hamlet, Prince of Denmark jako Claudius
- 1978: When the Actors Come jako Janos
- 1976: The Madness jako Largo Caballero
- 1975: Hedda jako Ejlert Loevborg
- 1975: Hennessy jako Tilney
- 1975: North and South jako John Thorton
- 1974: Antony and Cleopatra jako Enobarbus
- 1974: The Gathering Storm jako Clement Attlee

### Seriale
- 2020–: Star Trek: Picard jako Jean-Luc Picard
- 2006: Eleventh Hour jako Profesor Ian Hood
- 2005: Statyści (Extras) jako on sam
- 2005: Tajemnicza wyspa (Mysterious Island) jako Kapitan Nemo
- 1993–2004: Frasier jako Alistair Burke (2003) (gościnnie)
- 1993–1999: Star Trek: Stacja kosmiczna (Star Trek: Deep Space Nine) jako Kapitan Jean-Luc Picard / Locutus (gościnnie)
- 1987-1994: Star Trek: Następne pokolenie (Star Trek: The Next Generation) jako Jean-Luc Picard
- 1982: Ludzie Smileya (Smiley's People) jako Karla
- 1981: Maybury jako Dr. Edward Roebuck
- 1979: Druciarz, krawiec, żołnierz, szpieg (Tinker, Tailor, Soldier, Spy) jako Karla
- 1976: Ja, Klaudiusz (I, Claudius) jako Sejan
- 1974: Upadek Orłów (Fall of Eagles) jako Włodzimierz Lenin
- 1965–1996: Jackanory jako Czytelnik (gościnnie)

### Głosy
- 2017: Emotki. Film (The Emoji Movie) Kupa (głos)
- 2015: Ted 2 (narrator)
- 2012: Epoka lodowcowa 4: Wędrówka kontynentów (Ice Age: Continental Drift) Ariscratle (głos)
- 2012: Ted (narrator)
- 2011: Gnomeo i Julia (Gnomeo & Juliet) jako William Szekspir (głos)
- 2009: The Water Warriors (głos)
- 2009: This Side of the Truth (narrator)
- 2007: Wojownicze żółwie ninja (TMNT) Max Winters (głos)
- 2006: The Elder Scrolls IV: Oblivion jako Cesarz Uriel Septim VII
- 2005: Zebra z klasą (Racing Stripes) Sir Trenton (głos)
- 2005: Kurczak Mały (Chicken Little) Pan Wollensworth (głos)
- 2005: Amerykański tata (American Dad!) Bullock (głos) (gościnnie)
- 2005: High Spirits with Shirley Ghostman (narrator)
- 2004: Magiczny kamień (Back to Gaya) Albert Drolinger (głos)
- 2004: Świat smoków: fantazja ożywiona (Dragons: A Fantasy Made Real) (narrator)
- 2004: Steamboy (Suchîmubôi) jako Lord Steam (głos)
- 2001: Jimmy Neutron: mały geniusz (Jimmy Neutron: Boy Genius) jako King Goobot (głos)
- 2001–2005: Star Trek: Enterprise (Enterprise) Kapitan Jean-Luc Picard (głos)
- 1999: Folwark zwierzęcy (Animal Farm) Napoleon (głos)
- 1999: If We Had No Moon (narrator)
- 1999: Głowa rodziny (Family Guy) Picard (głos) (gościnnie)
- 1998: Książę Egiptu (The Prince of Egypt) Faraon Seti I (głos)
- 1995: 500 Nations (głos)
- 1994: Władca Księgi (The Pagemaster) Awanturnik (głos)
- 1992: MGM: When the Lion Roars (narrator)
- 1990: Liftoff! An Astronaut's Journey (narrator)
- 1989: Simpsonowie (The Simpsons) Numer Jeden (głos) (gościnnie)
- 1984: Nausicaä z Doliny Wiatru (Kaze no tani no Naushika) Yupa (głos)

### Produkcja
- 2003: Lew w zimie (The Lion in Winter) (producent wykonawczy)
- 2002: Król Teksasu (King of Texas) (producent wykonawczy)
- 1999: Opowieść wigilijna (A Christmas Carol) (producent wykonawczy)
- 1998: Star Trek: Rebelia (Star Trek: Insurrection) (producent)
- 1996: Duch Canterville (The Canterville Ghost) (producent)

### Reżyseria
- 1987–1994: Star Trek: Następne pokolenie (Star Trek: The Next Generation)